# Fontanès (Gard)
Fontanès – miejscowość i gmina we Francji, w regionie Oksytania, w departamencie Gard.
Według danych na rok 1990 gminę zamieszkiwało 436 osób, a gęstość zaludnienia wynosiła 30 osób/km² (wśród 1545 gmin Langwedocji-Roussillon Fontanès plasuje się na 547. miejscu pod względem liczby ludności, natomiast pod względem powierzchni na miejscu 547.).